# José Amavisca
José Emilio Amavisca Gárate (né le 19 juin 1971 à Laredo, dans la Communauté autonome de Cantabrie), est un footballeur espagnol. 
International à 15 reprises, il évolue majoritairement comme milieu de terrain latéral gauche. Il a effectué l'intégralité de sa carrière sportive en Espagne et il est surtout connu pour sa période madrilène au sein du Real.

## Biographie

### Parcours en club
À l'âge de 17 ans, il signe son 1er contrat avec la Sociedad Deportiva Laredo, club de sa ville natale évoluant, lors de la saison 1987-1988, en Segunda División B. Classé 17e, le club est relégué en Tercera División et José Emilio Amavisca est l'un des artisans de l'obtention du titre 1988-1989 de ce championnat par la SD Laredo, qui retrouve, après une seule saison dans la division inférieure, la Segunda División B.
José Emilio Amavisca quitte la SD Laredo à la fin de la saison 1988-1989 et intègre l'effectif du Real Valladolid. Il fait ses débuts en Primera División au Stade Balaídos, avec son nouveau club, lors de la rencontre l'opposant au Celta Vigo, qui s'est soldée par un résultat nul 0-0.
Le club castillan-leónais le prête pour la saison 1991-1992 à l'UE Lleida où il joue 37 rencontres et inscrit 14 buts. À la fin de cette excellente saison, il retourne à Valladolid, club qu'il quitte en 1994 après son engagement par le Real Madrid.
Pièce maîtresse de l'équipe entraînée par le nouvel arrivant Jorge Valdano, au même titre, entre autres, qu'Iván Zamorano, Michael Laudrup, Raúl González, José Emilio Amavisca permet aux Merengues de conquérir le titre national 1994-1995, titre qui leur échappait depuis quatre saisons. Les saisons suivantes, il est régulièrement titularisé et il remporte 2 Supercoupes, 1 Coupe intercontinentale et, tout particulièrement, la Ligue des champions 1997-1998.
En janvier 1999, consécutivement à l'arrivée de Guus Hiddink comme entraîneur du Real, il préfère quitter Madrid et choisit de venir rejouer dans sa région natale, au Racing Santander. Élément clé sur le côté gauche de l'attaque du club cantabre, il n'évite cependant pas, malgré ses 7 buts, la relégation du Racing Santander à la fin de la saison 2000-2001.
Il rejoint alors les rangs du Deportivo La Corogne et, lors de sa 1re année, est titularisé à 28 reprises, avec 3 réalisations à son actif, est vice-champion d'Espagne et remporte la Coupe et la Supercoupe. Cependant, lors des 2 saisons suivantes, en concurrence avec Javier Irureta Fran et le nouveau recruté, Albert Luque, l'entraîneur Javier Irureta fait moins appel à ses services. 
Il quitte le club galicien et signe avec l'Espanyol Barcelone et décide de mettre fin à sa carrière sportive à la fin de la saison 2004-2005.
En janvier 2014, Amavisca devient consultant pour la chaîne de radio publique RNE.

### Parcours en sélection

#### Jeux olympiques
Sélectionné par Vicente Miera, José Emilio Amavisca fait partie des 20 joueurs appelés à disputer le tournoi de football des Jeux olympiques d'été de 1992.
L'équipe d'Espagne arrive en finale du tournoi, après avoir remporté les 5 matchs précédents, opposée à la Pologne. Le 8 août 1992, au Camp Nou et devant 95 000 spectateurs, elle s'impose devant les Polonais sur le score de 3 buts à 2 et devient championne olympique. José Emilio Amavisca est l'un des 12 joueurs espagnols de cette finale, entré à la 51e minute pour remplacer Mikel Lasa.
Il a auparavant joué le 27 juillet 1992, entré à la 85e minute pour remplacer Rafael Berges, dans la rencontre du 1er tour face à Égypte et le 5 août 1992, lors de la demi-finale face au Ghana, remplacé à la 86e minute par Gabriel Vidal.

#### Espagne
José Emilio Amavisca dispute son 1er match international à Limassol, le 7 septembre 1994, lors de la rencontre comptant pour les éliminatoires de l'Euro 1996, opposant Chypre à l'Espagne, conclue par la victoire, 2 à 1, de cette dernière.  
Le sélectionneur de l'équipe d'Espagne, Javier Clemente, le retient parmi l'effectif de vingt-deux joueurs appelé à participer à l'Euro 1996. Lors de la phase finale de ce championnat, il joue les 3 matchs du 1er tour ; ainsi, le 9 juin 1996, face à la Bulgarie, il remplace à la 51e minute Julen Guerrero, le 15 juin 1996, il joue l'intégralité du match face à la France puis, le 18 juin 1996, face à la Roumanie, il est remplacé à la 72e minute par Julen Guerrero. Il ne participe pas au quart de finale face à Angleterre, perdu aux tirs au but par l'équipe espagnole.
Il fait son ultime apparition au sein de la sélection espagnole à Gijón, le 11 octobre 1997, lors de la rencontre du groupe tour préliminaire de la Coupe du monde 1998 opposant l'Espagne aux Îles Féroé.

## Palmarès

### Palmarès en club
- avec la Sociedad Deportiva Laredo :
  - Champion de Tercera División : 1988-1989
- avec l'équipe d'Espagne : 
  - Champion olympique 1992
- avec le Real Madrid :
  - Primera División : 1994-1995, 1996-1997
  - Ligue des champions de l'UEFA : 1997-1998
  - Supercoupe d'Espagne : 1993, 1997
  - Coupe intercontinentale : 1998
- avec le Deportivo La Corogne :
  - Coupe d'Espagne de football : 2002
  - Supercoupe d'Espagne : 2002
  - Primera División : 2001-2002

### Distinction personnelle
- Prix Don Balón de Meilleur joueur espagnol : 1995